# Az erőszak iskolája
Az erőszak iskolája (eredeti cím: Class of 1984) 1982-ben bemutatott amerikai–kanadai bűnügyi filmthiller, melyet Mark Lester rendezett. A forgatókönyvet Tom Holland és John Saxton írta, Holland ötlete alapján. A főbb szerepekben Perry King, Merrie Lynn Ross, Timothy Van Patten, Lisa Langlois, Stefan Arngrim, Michael J. Fox és Roddy McDowall látható. Az "I Am the Future" című dalt Alice Cooper írta és adta elő a film betétdalaként.
A filmnek két, az eredeti sztorihoz lazán kapcsolódó folytatása készült: a Kiborgtanárok (1990) és a Class of 1999 II: The Substitute (1999).

## Cselekmény
Andrew Norris zenetanár a Lincoln High School nevű, problémás belvárosi középiskolában kap állást. Első napján megismerkedik a felfegyverkezve tanítani járó alkoholista kollégájával, Terry Corrigannel, aki biztosítja afelől, hogy meg kell majd védenie magát. Andrew megdöbbenve látja a graffitikkel borított falú iskolaépületet és a benne elhelyezett fémdetektorokat, bár a biztonsági őrök – figyelmeztetése ellenére – nem foglalkoznak egy borotvapengét viselő tanulóval.
A tanítás mellett lyukasóráiban Andrewnak biztonsági őrként a folyosókon is ügyelnie kell a diákokra. Első óráján öt balhés tanuló zavart okoz, pedig csak a vezetőjüknek, Peter Stegmannek kéne egyáltalán részt vennie a foglalkozáson. Végül távoznak, Andrew pedig felfedezi, hogy a többi diák, köztük Arthur és Deneen, szeretne tanulni.
A pedagógus úgy dönt, összeállít egy zenekart a hangszerekkel ügyesebben bánó diákjaiból. Peter bandája drogokat árul és állandó felfordulást okoz a tanintézményben. Egy fiú, akinek angyalport adtak el, bedrogozott állapotban felmászik az iskolai zászlórúdra és a mélybe zuhanva életét veszti. A galeri kinyomozza a tanár címét, követik az otthonába, gúnyolódnak rajta és vörös festéket locsolnak az arcába. A frusztrált Andrew tehetetlen, mert a cinikus iskolaigazgató és a rendőrség is kézzelfogható bizonyítékokat akar látni Peter bandájának bűntetteire.  
Andrew egyre több bizonyítékot talál a bűnbanda ellen és egyre jobban elmérgesedik viszonya Peterrel. Amikor a fiú brutálisan megöli Terry laboratóriumi állatait, Andrew és Peter kettesben maradnak az iskolai WC-ben. Peter szándékosan megsebzi magát és utána azt hazudja, tanára verte össze. Andrew ellátogat a fiú otthonába és megpróbál édesanyja lelkére beszélni, mindhiába – Peter áldozatként tünteti fel magát naiv anyja előtt, aki végig sem hallgatja a pedagógust. A dühös Andrew feltöri Peter kocsiját és a falnak hajt vele.
Ebéd közben Peter csapata felfordulást okoz és ezt kihasználva arra kényszerítik Vinnie nevű társukat, hogy megkéselje Arthurt (aki szemtanúja volt a drogárusításnak, ezért a bandatagok azt hiszik, elárulta őket a rendőröknek). Arthur kórházba kerül, Vinnie-t pedig javítóintézetbe viszik. Állatai elvesztése miatt Terry elméje megbomlik és diákjaira fegyvert szegezve tart órát. Később megpróbálja elgázolni autójával Peteréket, de ő maga szenved halálos balesetet.
Közeleg Andrew zenekarának első fellépése. Miközben a férfi felesége, Diane otthon készülődik az iskolai programra, Peter és társai betörnek hozzá. Csoportosan megerőszakolják és közben lefotózzák a meggyalázott nőt, majd a felvételeket eljuttatják Andrewhoz, aki épp vezényelni kezdené a zenekart. Andrew dühében elrohan és a bandatagok után ered, Deneen vállalja el helyette a karmesteri feladatot.
Andrew és a galeri tagjai üldözőbe veszi egymást az iskolaépületben. A tanár egyesével végez velük, majd Peterrel is szembe találja magát a tetőn. Küzdelmük végén a fiú keresztülesik egy tetőablakon. A nyakára tekeredett kötelekkel tovább zuhan és megfulladt holtteste a színpad fölött marad lógva, a koncert közönségének legnagyobb döbbenetére.
A film végén elhangzó narráció szerint Andrewt nem ítélték el a gyilkosságokért, mert a rendőrség nem talált szemtanúkat.

## Szereplők
| Színész            | Szerep                    | Magyar hang         |
| ------------------ | ------------------------- | ------------------- |
| Perry King         | Andrew Norris             | Seszták Szabolcs    |
| Merrie Lynn Ross   | Diane Norris              | Sági Tímea          |
| Timothy Van Patten | Peter Stegman             | Czető Roland        |
| Stefan Arngrim     | Drugstore                 | Czető Ádám          |
| Michael J. Fox     | Arthur                    |                     |
| Roddy McDowall     | Terry Corrigan            |                     |
| Keith Knight       | Barnyard                  |                     |
| Lisa Langlois      | Patsy                     |                     |
| Neil Clifford      | Fallon                    | Berkes Bence        |
| Al Waxman          | Stewiski nyomozó          | Barabás Kiss Zoltán |
| Erin Flannery      | Deneen                    |                     |
| David Gardner      | Morganthau iskolaigazgató | Rosta Sándor        |
| Linda Sorensen     | Mrs. Stegman              |                     |
| Vincent Abbatino   | Vinnie                    | Szabó Máté          |

A Teenage Head nevű kanadai punk-rock együttes tagjai önmagukat alakítják a filmben.

## A film készítése
Az erőszak iskolája alapötletét az 1955-ös Tábladzsungel című filmdráma adta, de azok az iskolai erőszakról szóló hírek is ihlették, melyekről Mark L. Lester rendező korábban újságcikkeket olvasott. A filmet Torontóban forgatták.
Ez volt Michael J. Fox egyik legelső filmszerepe. Lester saját elmondása alapján azt hitte, a szereplőgárda tagjai közül a negatív főszerepet játszó Timothy Van Pattenből válik majd később híres színész (ő ehelyett azonban a filmrendezés felé fordult). Az erőszak iskolája volt Helena Quinton színésznő első és egyetlen filmje. Egyes vélemények szerint azért hagyott fel a színészettel, mert a forgatás során rávették, hogy az egyik jelenetben teljesen meztelenre vetkőzzön.

## Kritikai visszhang
A Rotten Tomatoes 21 kritika alapján 71%-os értékelést adott a filmre.
Roger Ebert négyből három és fél csillagra értékelte: „Nyers, sértő, vulgáris és erőszakos, de a tehetség és szellemesség szikrái is megvannak benne. Valamint olyan emberek rendezték és szerepelnek benne, akik törődtek azzal, hogy különlegessé tegyék”.

## Folytatások
- Kiborgtanárok (1991)
- Class of 1999 II: The Substitute (1994)

A filmet két sci-fi jellegű folytatás követte, de ezek csak felületesen kapcsolódnak az eredeti műhöz.

## Fordítás
- Ez a szócikk részben vagy egészben  a   Class of 1984 című angol Wikipédia-szócikk ezen változatának fordításán alapul.  Az eredeti cikk szerkesztőit annak laptörténete sorolja fel. Ez a jelzés csupán a megfogalmazás eredetét és a szerzői jogokat jelzi, nem szolgál a cikkben szereplő információk forrásmegjelöléseként.

## Hasonló filmek
- Tábladzsungel (1955) - a történet alapjául szolgáló filmdráma
- Az új diri (1987)
- Veszélyes kölykök (1995)

A félelmek iskolája-filmek
- A félelmek iskolája (1996)
- A félelmek iskolája 2. – Beépülve (1998)
- A félelmek iskolája 3. – Dupla vagy semmi (1999)
- A félelmek iskolája 4. – A vér kötelez (2001)